# アルベール2世 (ヴェルマンドワ伯)
アルベール2世（フランス語：Albert II, 985年以前 - 1015/7年）は、ヴェルマンドワ伯（在位：993/1002年 - 1010年7月15日）。

## 生涯
アルベールはヴェルマンドワ伯エルベール3世とエルマンガルド・ド・バル＝シュル＝セーヌの息子である。993/1002年に父の死により伯位を継承した。
1010年7月15日に伯位を弟オトンに譲った。